# Leão de Sínada
Leão de Sínada (ca. 940 - após 998) foi um clérigo, diplomata e escritor bizantino do final do século X. Nascido ca. 940, serviu como sincelo antes de tornar-se bispo metropolita de Sínada na Frígia. Em 996–998, foi enviado como um emissário ao papa em Roma com com cerco Calóciro. Durante a embaixada, Leão apoiou o antipapa joão Filagato, apesar de seu forte desgosto pessoal pelo homem. Leão também envolveu-se numa missão à corte da Frância (Sacro Império Romano-Germânico sob Otão III) para negociar um aliança matrimonial com Constantinopla.
Leão e sua vida são conhecidos apenas através de suas cartas, escritas durante o reinado do imperador bizantino Basílio II Bulgaróctono (r. 976–1025) e endereçadas ao imperador e vários oficiais civis e eclesiásticos seniores. Muitas de suas cartas são datadas da década de 990, mas algumas podem ser ainda mais tardias. Segundo Alexander Kazhdan, "humor ameno e sarcasmo preenchem as cartas e especialmente o testamento de Leão, escrito aos 66 anos", onde "calcula o número de seus pecados em 41 180".